# Glänzendes Wiesen-Labkraut
Das Glänzende Wiesen-Labkraut (Galium lucidum), auch Glanz-Labkraut genannt, ist eine Pflanzenart aus der Gattung der Labkräuter (Galium) innerhalb der Familie der Rötegewächse (Rubiaceae).

## Beschreibung

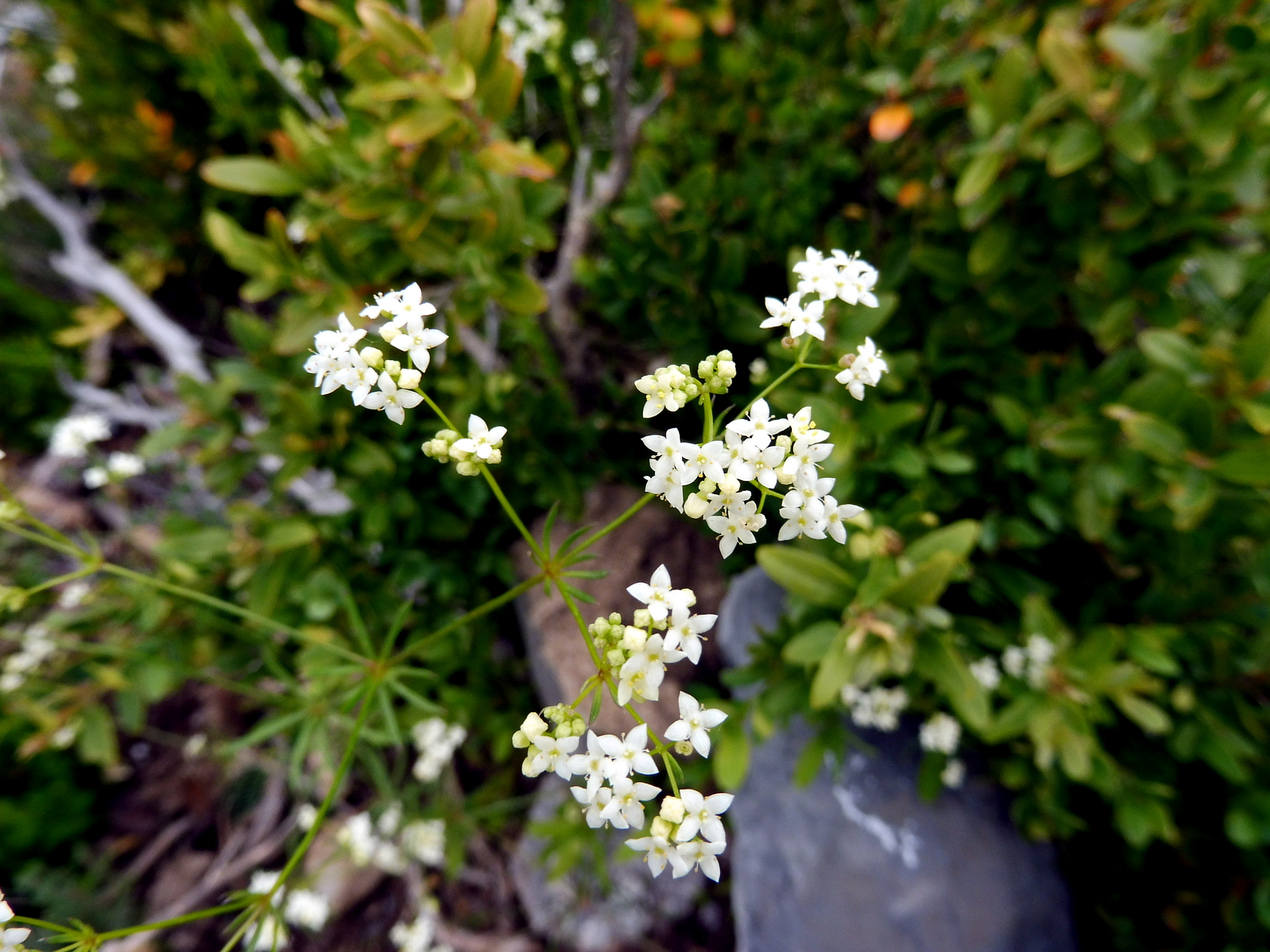
Blütenstand

### Vegetative Merkmale
Das Glänzende Wiesen-Labkraut ist eine ausdauernde, krautige Pflanze und erreicht Wuchshöhen von 25 bis 70 Zentimetern. Sie bildet lange Ausläufer. Bei den aufsteigenden oder aufrechten Stängeln beginnt die Verzweigung oberhalb der Mitte. Die grünen, dünnen und relativ zarten Stängel sind vierkantig, kahl oder kurz behaart. Abwärts gerichtete Stachelborsten fehlen.
Die Blätter stehen zu viert bis zehnt in Wirteln zusammen. Die Laubblätter sind bei einer Länge von bis zu 30 Millimetern sowie einer Breite von 0,5 bis 2 Millimetern linealisch und einaderig oder undeutlich aderig. Der Blattrand ist umgerollt, durch nach vorne gerichtete kleine Stacheln ist er rau. Das Ende ist in eine kurze Stachelspitze verschmälert. Die Blattoberseite ist glänzend und nicht blaugrün.

### Generative Merkmale
Die Blüten stehen in dichten Blütenständen. Die Blütenstiele sind nicht haarfein und mit einer Länge von 2 bis 4 Millimetern sind sie kürzer als die Blüten; sie stehen in spitzem Winkel zur Achse ihrer Teilinfloreszenz.
Die weiße Krone hat einen Durchmesser von 3 bis 5 Millimetern. Eine deutliche Röhre fehlt. Die Kronblätter haben eine feine, aufgesetzte Stachelspitze.
Die glatten und dunkelbraunen Früchte zerfallen in zwei eiförmige Teilfrüchte.
Es liegt Tetraploidie vor mit einer Chromosomenzahl von 2n = 44.

## Vorkommen
Glänzendes Wiesen-Labkraut ist im Mittelmeerraum und in Mitteleuropa heimisch.
Es wächst in Mitteleuropa lichten Laubwäldern, in Gebüschsäumen und auf Trockenwiesen. Es kommt meist auf mäßig trockenen, kalkhaltigen und lockeren Böden vor. Es steigt bis in die montane Höhenstufe. Es kommt in Mitteleuropa im wärmeliebenden Betulo-Quercetum petraeae, auch in Pflanzengesellschaften des Erico-Pinion oder Calamagrostion vor.
In den Allgäuer Alpen steigt sie im Tiroler Lechtal zwischen Holzgau und Jöchelspitze bis in Höhenlage von 1400 Metern auf.
Die ökologischen Zeigerwerte nach Landolt & al. 2010 sind in der Schweiz: Feuchtezahl F = 1 (sehr trocken), Lichtzahl L = 4 (hell), Reaktionszahl R = 4 (neutral bis basisch), Temperaturzahl T = 4+ (warm-kollin), Nährstoffzahl N = 2 (nährstoffarm), Kontinentalitätszahl K = 4 (subkontinental).

## Systematik
Die Erstveröffentlichung von Galium lucidum erfolgte 1773 durch Carlo Allioni in Auctarium ad Synopsim Methodicam Stirpium Horti Reg. Taurinensis, 5.
Je nach Autor gibt es einige Unterarten:
- Galium lucidum subsp. corrudifolium (Vill.) Bonnier (Syn.: Galium corrudifolium Vill.): Sie kommt im südwestlichen Europa und im südlichen Mitteleuropa vor.[4]
- Galium lucidum subsp. fruticescens (Cav.) O.Bolòs & Vigo (Syn.: Galium fruticescens Cav.): Sie kommt im zentralen, im nördlichen und im östlichen Spanien vor.[4]
- Galium lucidum subsp. krendlii Natali: Sie kommt in Korsika vor.[4]
- Galium lucidum All. subsp. lucidum Sie kommt in Südeuropa, im südlichen Mitteleuropa und in Nordwestafrika vor.[4]
- Galium lucidum subsp. venustum (Jord.) Arcang.: Sie kommt in Italien und auf Sizilien, Sardinien sowie Korsika vor.[4]